# Edgar Salli
Edgard Nicaise Constant Salli (Garoua, Camerún, 17 de agosto de 1992) es un exfutbolista camerunés que jugaba como centrocampista y se encuentra sin equipo desde 2023.

## Clubes
| Club                          | País     | Año       |
| ----------------------------- | -------- | --------- |
| Cotonsport Garoua             | Camerún  | 2011      |
| A. S. Mónaco F. C.            | Mónaco   | 2011-2016 |
| R. C. Lens (cedido)           | Francia  | 2013-2014 |
| Académica de Coimbra (cedido) | Portugal | 2014-2015 |
| F. C. St. Gallen (cedido)     | Suiza    | 2015-2016 |
| 1. F. C. Núremberg            | Alemania | 2016-2019 |
| Sepsi Sfântu Gheorghe         | Rumania  | 2019-2020 |
| Olympiakos Nicosia F. C.      | Chipre   | 2020-2023 |